# Dobromilice
Dobromilice är en ort i Tjeckien.   Den ligger i regionen Olomouc, i den östra delen av landet, 210 km öster om huvudstaden Prag. Dobromilice ligger 216 meter över havet och antalet invånare är 817.
Terrängen runt Dobromilice är huvudsakligen platt, men västerut är den kuperad. Runt Dobromilice är det ganska tätbefolkat, med 116 invånare per kvadratkilometer. Närmaste större samhälle är Prostějov, 12,8 km norr om Dobromilice. Trakten runt Dobromilice består till största delen av jordbruksmark.